# Msoura
Msoura of Mzoura is de archeologische vindplaats van een steencirkel in het noorden van Marokko. Het ligt 25 kilometer ten zuiden van Asilah en bestaat uit 167 monolieten die een grafheuvel met een diameter van 55 meter omringen. Een van de monolieten, bekend als El Uted (de aanwijzer) is meer dan 5 meter hoog.
Volgens de legenden zou het de tombe zijn van de mythologische reus Antaios. 
De datering van het monument is problematisch. Het heuvelgraf is waarschijnlijk omstreeks het begin van de jaartelling opgericht voor een plaatselijke vorst. De omringende steencirkel is mogelijk veel ouder.
In 2009 werd er een geasfalteerde weg van Asilah naar de vindplaats aangelegd. Deze weg verkeert echter in slechte staat en is bij nat weer niet goed te berijden.

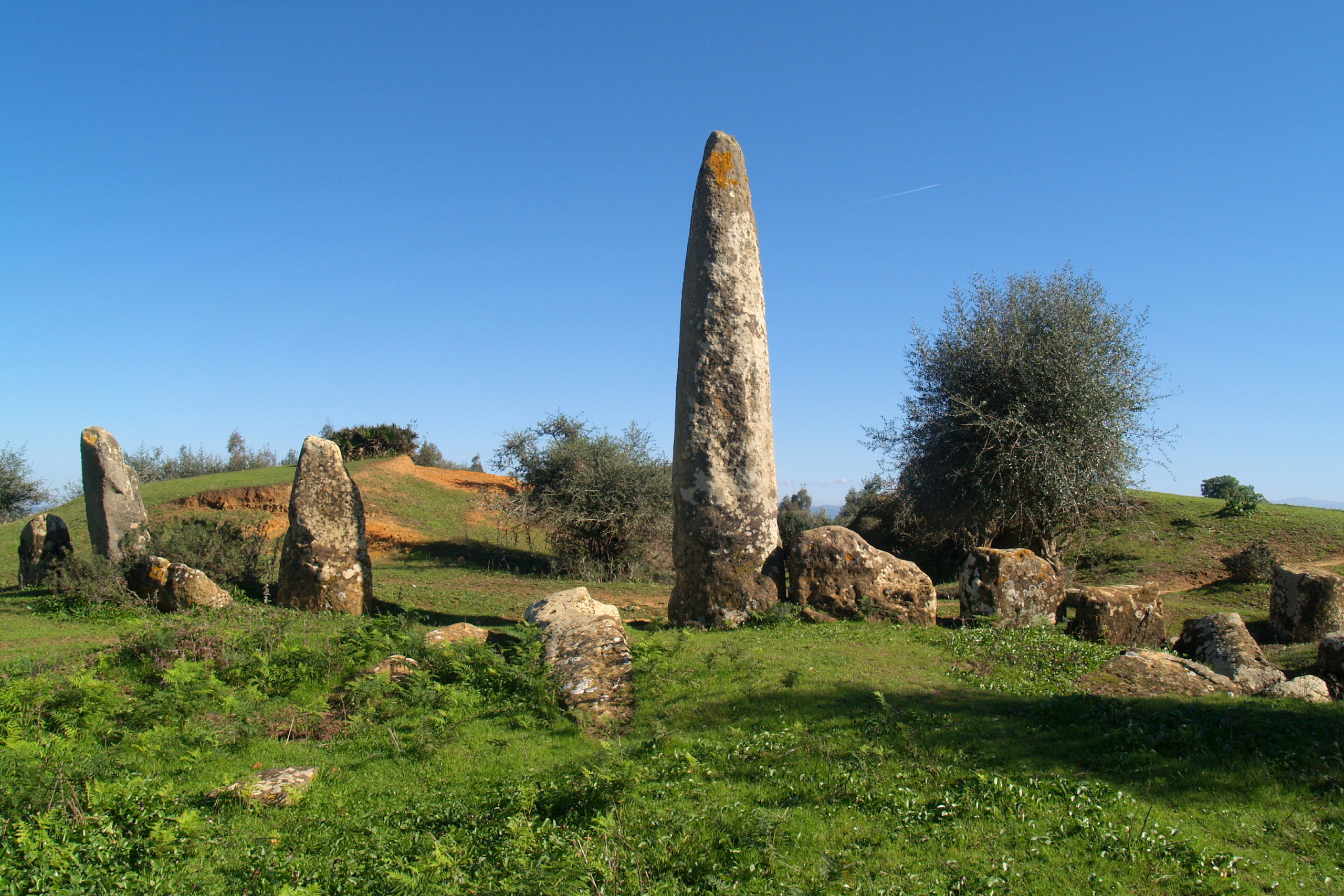